# Ичасо, Сальвадор
Сальвадор Ичасо (исп. Salvador Ichazo; род. 26 января 1992, Монтевидео) — уругвайский футболист, вратарь клуба «Ривер Плейт».

## Клубная карьера
В системе «Данубио» с 2006 года. В первой команде дебютировал в 2012 году. В 2014 году стал чемпионом Уругвая (всего в 4-й раз в истории клуба). В 2015 перешёл в итальянский «Торино», но закрепиться не смог.
31 августа 2016 года был отдан в аренду в клуб «Бари». 31 января 2017 году вернулся в «Данубио», заключив с уругвайским клубом арендное соглашение.
14 февраля 2020 года до конца сезона присоединился к клубу «Дженоа».

## Карьера в сборной
В составе молодёжной сборной Уругвая в 2011 году стал вице-чемпионом Южной Америки. В том же году был основным голкипером команды на молодёжном первенстве мира, но там уругвайцы выступили неудачно, не выйдя из группы.

## Достижения
«Данубио»
- Чемпион Уругвая: 2013/2014

Уругвай (до 20 лет)
- Вице-чемпион Южной Америки среди молодёжных команд: 2011